# Шуругви
Шуругви  (раније Селукве) је град у Зимбабвеу, у провинцији Мидлендс. Историјски споменик Велики Зимбабве удаљен је око 145 км. Град се налази на минералима богатом архејском зеленом каменом појасу, познатом у овој области као Selukwe Schist Belt што га чини једним од најбогатијих градова у земљи.

## Занимљивости
- Ијан Смит је рођен у Шуругвију.